# Ashtanga vinyasa yoga

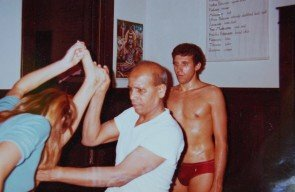
K. Pattabhi Jois enseñando Ashtanga yoga con Larry Schultz, a mediados de la década de 1980.

El ashtanga viniasa yoga es un tipo de yoga popularizado en el siglo XX por Sri K. Pattabhi Jois (1915-2009), quien lo aprendió de su satgurú Krishnamacharia (1888-1989).
KrishnaNama le contó a su discípulo Jois, que había aprendido este yoga durante siete años con su maestro Rama Mohan Brahmachari, en los Himalayas.
Brahmachari le enseñó de memoria el contenido de un antiguo texto sánscrito, el Yoga karunta, que habría sido escrito por el antiquísimo sabio Vamaná Rishi.
Krishna Nama Acharia, cuando en 1924 abandonó a su propio gurú, empezó a investigar acerca de este misterioso Yoga karunta.
Después de una gran investigación, encontró una copia (escrita en hojas de parra) en la biblioteca de la Universidad de Calcuta.[cita requerida]
Desafortunadamente, poco tiempo después de haberlo encontrado, el manuscrito fue completamente comido por hormigas y Krishnamarcharia no pudo preservarlo.[cita requerida]
Según él, el término karunta (pronunciado korunta en bengalí) significaría ‘grupos’ porque presenta los agrupamientos exactos de ásanas (posturas de yoga).
Pero ese término karunta (o alguno parecido) no aparece en cinco de los diccionarios más exhaustivos:
- el Sanskrit-English Dictionary (de Monier Williams),
- el The Practical Sanskrit-English Dictionary (de V. S. Apte) y
- el Capeller’s Sanskrit-English Dictionary
- el Cologne Online Tamil Lexicon (en tamil)
- el Concise Pahlavi Dictionary (en pahlavi).[1]

Todo estaba incluido en ese texto:
viniasa,
bhanda,
drishti,
ásana y
las seis secuencias completas, tal como se enseña actualmente.

## Confusión con el antiguo «ashtanga yoga»
El ashtanga yoga (con minúscula) se refiere al clásico raya ioga, explicado en los Yoga Sutra de Patañjali (siglo III a. C.).
Literalmente, ashta: ‘ocho’, anga: ‘miembros’.
Los seguidores de Pattabhi Jois escriben «Ashtanga Vinyasa Yoga» con mayúscula para distinguirlo del antiguo ashtanga yoga: